# Prionapteryx moghrebana
Prionapteryx moghrebana is een vlinder uit de familie van de grasmotten (Crambidae). De wetenschappelijke naam van de soort is voor het eerst geldig gepubliceerd in 1954 door Lucas. De soort komt voornamelijk voor in Marokko. 